# Nes (Fær Øer)
Nes è un comune delle Isole Fær Øer. Ha una popolazione di 1 231 abitanti e fa parte della regione di Eysturoy sull'isola omonima.
Il comune comprende le località di Nes, Saltnes e Toftir (capoluogo).

## Fríðrikskirkjan
La Fríðrikskirkjan (in italiano Chiesa di Federico) di Nes fu completata nel 1994 ed è dedicata a Fríðrikur Petersen (1853-1917) che servì il paese come decano rurale tra il 1900 ed il 1917.

## Sport
- B68 Toftir, società di calcio locale.